# Ikariam
 (août 2013).
Si vous disposez d'ouvrages ou d'articles de référence ou si vous connaissez des sites web de qualité traitant du thème abordé ici, merci de compléter l'article en donnant les références utiles à sa vérifiabilité et en les liant à la section « Notes et références ».
Ikariam est un jeu vidéo de stratégie en temps réel massivement multijoueur ayant pour cadre l'antiquité grecque.
Ikariam est un jeu par navigateur, mobile et tablette produit par Gameforge AG. Il est gratuit à l'inscription, mais des bonus sont accessibles par le biais de microtransactions.

## Description du jeu
À l'inscription, le joueur se voit attribuer un village qui sera la base de son empire insulaire. Mais vous pourrez changer de capitale quand bon vous semble. L'univers de jeu est entièrement composé d'îles, regroupées en archipels. Sur chaque île se trouvent dix-sept emplacements de villes, dont un emplacement spécial payant qui n'apporte aucun avantage. Une statue représentant une divinité grecque, et deux centres de production de ressources. L'un de ces centres est la scierie, produisant des matériaux de construction. L'autre centre produit l'une des ressources dites de luxe. Il y en a quatre : le marbre, le verre de cristal, le vin et le soufre. Ces ressources sont nécessaires pour construire et améliorer les bâtiments et unités militaires tout au long du jeu. Les centres de production sont communs à toutes les villes de l'île, et leur productivité peut être améliorée par des dons de matériaux de construction.

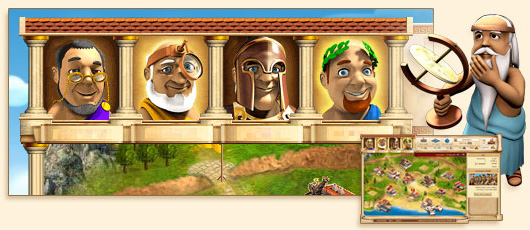
Quatre conseillers consultables par le joueur.

La construction et l'agrandissement de bâtiments demandent, en plus de ressources, un certain temps : de quelques minutes au début à plusieurs jours pour les niveaux très élevés. Comme on ne peut effectuer qu'une seule construction à la fois dans chaque ville, (sauf si l'on dispose d'un compte premium payant où, à ce moment-là, on a une liste de construction maximum) le rythme du jeu en est limité, ce qui permet au joueur de ne pas rester systématiquement devant son écran à attendre la fin des évolutions.
La population initiale d'une ville est de 40 citoyens ; elle augmente ou diminue en fonction de la satisfaction générale, de l'évolution des capacités d'hébergement de l'Hôtel de Ville, et d'autres facteurs tels que la rupture d'un traité avec un autre joueur. Les citoyens peuvent être utilisés pour récolter des matières premières, pour faire avancer la recherche de l'empire, pour la création de soldats et bateaux de guerre, ou simplement pour donner un revenu en or.
Pour se développer, un joueur peut créer d'autres villes en colonisant un emplacement libre sur n'importe quelle île. Il peut également commercer avec les autres joueurs en affichant des offres d'achat ou de vente de ressources, et en visionnant les offres des villes de sa région. Il lui est aussi possible d'attaquer d'autres joueurs, une attaque réussie permettant le pillage des ressources de la ville ciblée. Un système d'alliances permet de gérer des communautés de joueurs pour faciliter la progression dans le jeu, mener la guerre, organiser des offensives en groupe, faire régner la paix par voie diplomatique ou militaire, etc.
Il est enfin possible aux joueurs de créer une alliance avec d'autres joueurs, en fonction de son importances, celle-ci est classée dans une échelle allant de 1 à 350.
Douze classements différents des joueurs sont tenus dans le jeu, ainsi que le classement des alliances. Ikariam n'ayant pas de fin en soi, le but du jeu est à la discrétion du joueur.
Par exemple :
- Avoir le maximum de points dans un classement donné,
- Créer ou faire partie de l'alliance la plus forte,
- Étendre son empire sur la totalité du monde,
- Faire (et gagner) de grands combats,
- Se développer pacifiquement en axant son jeu sur le commerce et sur les traités de bien culturel.

La version 0.4.4 a vu l'ajout de la fonctionnalité des régimes politiques. Cela offre au joueur la possibilité de faire naître une révolution au sein de son empire. La révolution est suivie par une période d'anarchie (plus ou moins longue en fonction de la taille de l'empire), qui aboutira à la mise en place du nouveau régime.
Les différents régimes politiques du jeu :
- Ikacratie : régime politique standard sur Ikariam, n'offre aucun avantage ou désavantage
- Aristocratie : lorsque l'élite régit un groupe
- Démocratie : lorsque le peuple régit
- Dictature : lorsqu'une seule personne autoritaire donne les ordres
- Nomocratie : lorsque des lois inchangeables dirigent la vie du peuple
- Oligarchie : lorsqu'un groupe minoritaire régit (des familles de marchands dans le jeu)
- Technocratie : lorsque la science, la recherche et le progrès mènent la vie politique
- Théocratie : lorsque le clergé régit

Dans la version 0.5.9, le marché noir est aussi entré dans le jeu. Celui-ci permet de vendre des troupes militaires (terrestres ou navales) contre toutes sortes de monnaie (matériau de construction, vin, marbre, verre de cristal, soufre ou de l'or).

## Équipe du jeu
Le jeu est géré par une équipe de bénévoles composée d'opérateurs et de super opérateurs, qui s'occupent de la gestion du jeu, ainsi que de modérateurs, qui se chargent de la modération du forum.

## Référence à d'autres jeux
Ikariam possède certains points communs avec The Settlers (1993) : il est possible de passer le plus clair de son temps à développer sa ville et ses ressources, sans nécessairement participer à des combats.
Il ressemble également au jeu Travian (2004), centré plutôt sur l'univers gallo-romain, et OGame (2002), qui se déroule dans l'espace. On notera cependant que ces deux jeux sont surtout axés sur la guerre alors qu'Ikariam développe plus le côté économique de l'empire du joueur. Ce fait est encore plus accentué depuis la version 0.4 du jeu.

## Un jeu organisé autour d'alliances
Un système d'alliances auxquelles chaque joueur peut adhérer est au cœur du jeu.
Celles-ci font l'objet de classements réguliers qui, à l'instar de ceux des joueurs, prennent en compte le nombre de membres, de points totaux et généraux, etc.
Deux types d'alliances distincts existent : 
En effet une alliance peut-être "guerrière", c'est-à-dire centrée sur l'aspect guerrier d'Ikariam, prenant part à d'innombrables batailles et représailles d'ordre militaire.
D'autres alliances, qualifiées de "non guerrières" par les joueurs d'Ikariam, ont pour seule vocation le développement. Cette stratégie de jeu fait cependant croître sensiblement le risque d'attaque par des membres d'alliances guerrières, profitant de leur supériorité militaire pour piller des ressources, nécessaires à la formation de troupes et la création de nouveaux bâtiments.

## Particularités
Ce jeu se caractérise par de nombreux anachronismes, qui en font la particularité.
Il est en effet courant sur Ikariam de combattre avec des vaisseaux lance-missiles ou sous-marins alors que le cadre du jeu est l'Antiquité grecque.
Pour obtenir certains avantages additionnels tels qu'une production accrue de matières premières, une meilleure gestion de votre empire ou certaines autres fonctions, il est nécessaire d'acquérir de l'ambroisie, payable par carte bleue, service PayPal, SMS, téléphone, virement bancaire ou un autre système de payement.
On peut interagir avec les différents joueurs, à l'intérieur du monde où l'on se développe comme dans le forum du jeu. Les attaques vers d'autres colonies, le commerce et les alliances permettent de rendre ce jeu plus vivant et sont coordonnées avec différentes options.
Ikariam comporte cependant de nombreux bugs, et est par conséquent en développement constant. De nouvelles versions du jeu sont régulièrement mises en ligne. La sortie de la version 0.4.0 d'Ikariam a été annoncée sur le forum officiel en juillet 2010. Cette version a commencé à être mise en fonction le 19 janvier sur les serveurs allemands et le 21 janvier sur les serveurs français. Par contre, un serveur dit Speed est déjà en place avec la 0.3.0. Il est international avec pour langue l'anglais, la vitesse de jeu est quatre fois supérieure à la normale, le nombre de comptes de joueurs est limité et le serveur ne durera que pendant six mois.
Depuis la version 0.3.4, de nouvelles troupes, comme le lancier, et l'arrivée de villages barbares attaquables quinze fois font leur apparition. Ce village est défendu par des guerriers barbares ; plus il est attaqué, plus il évolue en niveau et gagne des soldats et augmente le mur. Dernièrement, si on suit un tutoriel, on peut gagner dix unités d'ambroisie, normalement payantes.
Depuis la version 2012, les graphismes ont été entièrement repensés ; une application pour téléphone et tablette android et IOS est également sortie.
La version 11.0.0 a introduit un événement Joueur contre l'environnement intitulé "Piège en haute mer", où tous les joueurs d'un serveur doivent affronter ensemble des créatures maléfiques.

## Ikariam dans le monde
Ikariam a été traduit dans quarante langues et d'autres langues s'ajoutent régulièrement pour offrir ce jeu à un plus grand nombre. Mais avant chaque version un serveur test est ouvert en anglais.